# Mesoclemmys vanderhaegei
Mesoclemmys vanderhaegei är en sköldpaddsart som beskrevs av  Roger Bour 1973. Arten ingår i släktet Mesoclemmys och familjen ormhalssköldpaddor. IUCN kategoriserar Mesoclemmys vanderhaegei globalt som nära hotad. Inga underarter finns listade i Catalogue of Life.
Arten lever i Paraguay, nordöstra Corrientes i Argentina och i sydvästra Brasilien.
Mesoclemmys vanderhaegei lever i floder och träsk.